# Militära grader i Finland
Finländska gradbeteckningar anbringas på kragspeglar, axelklaffar samt på ärmen på ytterplagg. Färgen på kragspeglarna utvisar vapenslag (exempelvis jägarförband, artilleri, pansartrupper). 

## Armén
| Officerare                          | Svensk motsvarighet   | Kragspegel | Underärm |  |
| Officerare                          | Svensk motsvarighet   | Kragspegel | Underärm |  |
| Kenraali General                    | General               |            |          |  |
|                                     |                       |            |          |  |
| Kenraaliluutnantti Generallöjtnant  | Generallöjtnant       |            |          |  |
|                                     |                       |            |          |  |
| Kenraalimajuri Generalmajor         | Generalmajor          |            |          |  |
|                                     |                       |            |          |  |
| Prikaatikenraali Brigadgeneral      | Brigadgeneral         |            |          |  |
|                                     |                       |            |          |  |
| Eversti Överste                     | Överste               |            |          |  |
|                                     |                       |            |          |  |
| Everstiluutnantti Överstelöjtnant   | Överstelöjtnant       |            |          |  |
|                                     |                       |            |          |  |
| Majuri Major                        | Major                 |            |          |  |
|                                     |                       |            |          |  |
| Kapteeni Kapten                     | Kapten                |            |          |  |
|                                     |                       |            |          |  |
| Yliluutnantti Premiärlöjtnant       | Löjtnant              |            |          |  |
|                                     |                       |            |          |  |
| Luutnantti Löjtnant                 | Löjtnant              |            |          |  |
|                                     |                       |            |          |  |
| Vänrikki Fänrik                     | Fänrik                |            |          |  |
|                                     |                       |            |          |  |
| Underofficerare                     |                       |            |          |  |
|                                     |                       |            |          |  |
| Sotilasmestari Militärmästare       | Regementsförvaltare   |            |          |  |
|                                     |                       |            |          |  |
| Ylivääpeli Överfältväbel            | Förvaltare            |            |          |  |
|                                     |                       |            |          |  |
| Vääpeli Fältväbel                   | Fanjunkare            |            |          |  |
|                                     |                       |            |          |  |
| Ylikersantti Översergeant           | Sergeant/översergeant |            |          |  |
|                                     |                       |            |          |  |
| Upseerikokelas Officersaspirant     | Reservofficerskadett  |            |          |  |
|                                     |                       |            |          |  |
| Kersantti Sergeant                  | Furir                 |            |          |  |
|                                     |                       |            |          |  |
| Upseerioppilas Officerselev         | Aspirant              |            |          |  |
|                                     |                       |            |          |  |
| Alikersantti Undersergeant          | Korpral               |            |          |  |
|                                     |                       |            |          |  |
| Manskap                             |                       |            |          |  |
|                                     |                       |            |          |  |
| Korpraali Korpral                   | Vicekorpral           |            |          |  |
|                                     |                       |            |          |  |
| Aliupseerioppilas Underofficerselev | Befälselev            |            |          |  |
|                                     |                       |            |          |  |
| (Sotamies) (Soldat)                 | Menig, Menig 1. kl    |            |          |  |

I början av sin tjänstgöringstid benämns den värnpliktige (beväringen) rekryt. 
Sedan den värnpliktige utnämnts till soldat, kan han benämnas med följande grader:[källa behövs]
- jägare, i infanteriet och i kustförbanden
- kanonjär, i artilleriet och i  kustförbanden
- pionjär, i pionjärtrupperna och i kustförbanden
- signalman, i signaltrupperna och i kustförbanden
- bilsoldat, i biltrupperna
- flygsoldat, i flygvapnet
- gränsjägare, i gränsbevakningsväsendet

I vissa truppförband kan dock istället följande grader istället användas för soldater:[källa behövs]
- dragon
- gardesjägare
- kavallerist
- kustjägare
- skyddsman
- pansarman
- pansarjägare

## Flygvapnet

### Officerare
| NATO-kod   | OF-9     | OF-8               | OF-7           | OF-6             | OF-5    | OF-4              | OF-3   | OF-2     | OF-1            | OF-1       | OF-1     |  |
| ---------- | -------- | ------------------ | -------------- | ---------------- | ------- | ----------------- | ------ | -------- | --------------- | ---------- | -------- |  |
| Kragspegel |          |                    |                |                  |         |                   |        |          |                 |            |          |  |
|            |          |                    |                |                  |         |                   |        |          |                 |            |          |  |
| Underärm   |          |                    |                |                  |         |                   |        |          |                 |            |          |  |
|            |          |                    |                |                  |         |                   |        |          |                 |            |          |  |
|            | General  | Generallöjtnant    | Generalmajor   | Brigadgeneral    | Överste | Överstelöjtnant   | Major  | Kapten   | Premiärlöjtnant | Löjtnant   | Fänrik   |  |
|            | Kenraali | Kenraaliluutnantti | Kenraalimajuri | Prikaatikenraali | Eversti | Everstiluutnantti | Majuri | Kapteeni | Yliluutnantti   | Luutnantti | Vänrikki |  |
|            |          |                    |                |                  |         |                   |        |          |                 |            |          |  |

### Underofficerare och manskap
| NATO-kod   | OR-9           | OR-8          | OR-7      | OR-6         | OR-5      | OR-4          | OR-3      | OR-2             | OR-1   |
| ---------- | -------------- | ------------- | --------- | ------------ | --------- | ------------- | --------- | ---------------- | ------ |
| Kragspegel |                |               |           |              |           |               |           |                  |        |
|            |                |               |           |              |           |               |           | saknar insignier |        |
|            | Militärmästare | Överfältväbel | Fältväbel | Översergeant | Sergeant  | Undersergeant | Korpral   | Soldat           | Rekryt |
|            | Sotilasmestari | Ylivääpeli    | Vääpeli   | Ylikersantti | Kersantti | Alikersantti  | Korpraali | Lentosotamies    | Alokas |

## Marinen
| Officerare                          |   |  |
|                                     |   |  |
| Amiraali Amiral                     |   |  |
|                                     |   |  |
| Vara-amiraali Viceamiral            |   |  |
|                                     |   |  |
| Kontra-amiraali Konteramiral        |   |  |
|                                     |   |  |
| Lippueamiraali Flottiljamiral       |   |  |
|                                     |   |  |
| Kommodori Kommodor                  |   |  |
|                                     |   |  |
| Komentaja Kommendör                 |   |  |
|                                     |   |  |
| Komentajakapteeni Kommendörkapten   |   |  |
|                                     |   |  |
| Kapteeniluutnantti Kaptenlöjtnant   |   |  |
|                                     |   |  |
| Yliluutnantti Premiärlöjtnant       |   |  |
|                                     |   |  |
| Luutnantti Löjtnant                 |   |  |
|                                     |   |  |
| Aliluutnantti Underlöjtnant         |   |  |
|                                     |   |  |
| Underofficerare                     |   |  |
|                                     |   |  |
| Sotilasmestari Militärmästare       | — |  |
|                                     |   |  |
| Ylipursimies Överbåtsman            | — |  |
|                                     |   |  |
| Pursimies Båtsman                   | — |  |
|                                     |   |  |
| Ylikersantti Översergeant           | — |  |
|                                     |   |  |
| Upseerikokelas Officersaspirant     | — |  |
|                                     |   |  |
| Kersantti Sergeant                  | — |  |
|                                     |   |  |
| Upseerioppilas Officerselev         | — |  |
|                                     |   |  |
| Alikersantti Undersergeant          | — |  |
| Manskap                             |   |  |
|                                     |   |  |
| Ylimatruusi Övermatros              | — |  |
|                                     |   |  |
| Aliupseerioppilas Underofficerselev | — |  |
|                                     |   |  |
| Matruusi Matros                     | — |  |

## Gränsbevakningsväsendet

### Militära grader för personer i officerstjänst vid gränsbevakningsväsendet
| Gränsbevakare   | Sjöbevakare     |
| --------------- | --------------- |
| Löjtnant        | Löjtnant        |
| Premiärlöjtnant | Premiärlöjtnant |
| Kapten          | Kaptenlöjtnant  |
| Major           | Kommendörkapten |
| Överstelöjtnant | Kommendör       |
| Överste         | Kommodor        |
| Brigadgeneral   | Flottiljamiral  |
| Generalmajor    | Konteramiral    |

### Militära grader för specialofficerare i militära tjänster vid gränsbevakningsväsendet
| Ingenjörer                            | Tekniker                              |
| ------------------------------------- | ------------------------------------- |
| Ingenjörlöjtnant                      | Teknikerlöjtnant                      |
| Ingenjörpremiärlöjtnant               | Teknikerpremiärlöjtnant               |
| Ingenjörkapten                        | Teknikerkapten Teknikerkaptenlöjtnant |
| Ingenjörmajor Ingenjörkommendörkapten | _                                     |

### Militära grader för värnpliktiga och kvinnor som fullgör frivillig militärtjänst vid gränsbevakningsväsendet samt i reserven
| Gränsbevakare   | Sjöbevakare     |
| --------------- | --------------- |
| Gränsjägare     | -               |
| Övergränsjägare | -               |
| Undersergeant   | Undersergeant   |
| Sergeant        | Sergeant        |
| Översergeant    | Översergeant    |
| Fältväbel       | Båtsman         |
| Överfältväbel   | Överbåtsman     |
| Militärmästare  | Militärmästare  |
| Fänrik          | Underlöjtnant   |
| Löjtnant        | Löjtnant        |
| Premiärlöjtnant | Premiärlöjtnant |
| Kapten          | Kaptenlöjtnant  |